# Joseph Maxime Joffre Daigle
Pour les articles homonymes, voir Daigle.
Joseph Maxime Joffre Daigle est un médecin et un homme politique canadien.

## Biographie
Joseph Maxime Joffre Daigle est né le 24 juillet 1925 à Edmundston, au Nouveau-Brunswick. Son père est Maxime F. Daigle et sa mère est Louise Thériault. Il étudie à la Conway Academy d'Edmundston, au Collège Sacré-Cœur de Bathurst puis à l'Université Laval de Québec. Il épouse Marie Estelle Plourde le 9 septembre 1950 et le couple a sept enfants.
Il est député de Restigouche à l'Assemblée législative du Nouveau-Brunswick de 1967 à 1968 en tant que libéral. Il est aussi ministre de la Jeunesse et du Bien-être en 1967 dans le gouvernement de Louis Robichaud.
Il est membre de l'Association acadienne d'éducation, de la Société historique Chaleur et du Club Richelieu.
Il est mort en 1968.